# NGC 103
NGC 103은 카시오페이아자리 방향에 있는 산개 성단이다.